# Cócalo
Cócalo, en la mitología griega, era un rey de los sicanos en Cámico —el lugar donde posteriormente estaba la ciudad de Acragante—, en Sicilia.
Cuando Dédalo escapó del laberinto de Creta, que él mismo construyó y donde había sido encerrado por Minos, se dirigió a Sicilia y se puso bajo la protección del rey Cócalo, donde permaneció muchos años y realizó obras notables como la llamaba «Colymbethra» para canalizar las aguas de un río, una gruta cuya función era purificar los cuerpos con vapor caliente y una ciudad sobre un peñasco inexpugnable, que fue donde Cócalo construyó su palacio.
Entretanto Minos, para tratar de encontrar a Dédalo, ideó el ardid de proponer el desafío de intentar pasar un hilo a través de una caracola en todos los lugares donde lo iba buscando. Cuando llegó a Cámico y lo propuso a Cócalo este, tras prometer resolverlo, se lo dio a Dédalo, que lo resolvió atando un hilo a una hormiga la cual recorrió todo el interior de la concha. Minos supo entonces que Dédalo estaba con Cócalo porque era el único capaz de solucionar algo así y exigió que le fuese entregado. Cócalo prometió hacerlo pero antes Minos tomó un baño, en el que el propio Cócalo o las hijas del rey quemaron a Minos con agua hirviendo.